# Molapowabojang
Molapowabojang – wieś w Botswanie w dystrykcie Southern. Według spisu ludności z 2011 roku wieś liczyła 7520 mieszkańców.